# Kryptonita (novela)
Kryptonita es una novela de ficción argentina escrita por Leonardo Oyola y distribuida por Literatura Random House. 
La novela es situada en una realidad alternativa del universo ficticio de DC Comics (Universo DC), donde habitan versiones argentinas de varios personajes de la imprenta norteamericana. El más grande hecho que lo demuestra es qué hubiese pasado si la nave de Superman, en lugar de haber caído en los Estados Unidos, hubiera aterrizado en el Gran Buenos Aires.

## Sinopsis
29 de junio de 2009. Lunes por la madrugada. En la guardia del Hospital Paroissiens de Isidro Casanova ingresa herido de muerte Nafta Súper, líder de una banda criminal de la zona. Sus compañeros les exigen a los médicos que le salven la vida, mientras se atrincheran esperando la llegada de la policía. En medio de las negociaciones y antes del inminente tiroteo, el doctor que atiende a Nafta Súper descubre que no se trata de un hombre común.

## Película y serie de televisión
La novela ha sido adaptada a una película, que fue dirigida por Nicanor Loreti y producida por Crudo Films, Hermanos Dawidson Films y Energía Entusiasta S.A. La película se entrenó el 3 de diciembre de 2015.
Un año después, Oyola (el escritor de la novela) y Loreti (el director de la película) crearon la serie de televisión Nafta Súper, que se sitúa diez meses después de los eventos de Kryptonita. La serie se estrenó el 16 de noviembre de 2016, por el canal Space.